# Berggericht
Ein Berggericht war ein Gericht, das für bergrechtliche Angelegenheiten, Schlichtungen und Unfallermittlungen in den Bergbaurevieren zuständig war, die Konzessionen überwachte und die Rechtsansprüche der Landesfürsten vertrat. In den Bergbaugebieten unterstanden den Berggerichten die Steinkohlen- und Erzgruben, Kalk- und Steinbrüche sowie die Weiterverarbeitung und der Verkauf der Produkte aus diesen Wirtschaftsbetrieben. Später wurden die Berggerichte aufgelöst und ihre Aufgaben fielen in die Zuständigkeit der gewöhnlichen Gerichte.

## Entstehung und weitere Entwicklung
Mit der Freierklärung des Bergbaus wurden den Bergleuten mehrere Privilegien zugestanden, von denen eines eine eigene Gerichtsbarkeit war. Vorläufer der eigentlichen Berggerichte war in den Bergrevieren Böhmens, in Iglau, Schönfeld und Joachimsthal der dort seit dem 12. Jahrhundert ansässige Bergschöppenstuhl. Hieraus entwickelte sich im Laufe der Jahre die Berggerichtsbarkeit und die dazu gehörenden Berggerichte. Die Berggerichte waren meist direkt mit den Bergämtern verbunden, eine Trennung gab es zunächst nicht. Dies bedeutete, dass die Bergbeamten der Bergämter oder Oberbergämter zu ihrer alltäglichen Tätigkeit auch für das Berggericht tätig waren. Es gab aber auch Bergreviere, in denen es zunächst keine eigenen Berggerichte gab und die bergrechtlichen Angelegenheiten vor den gewöhnlichen Schöffengerichten verhandelt wurden. Zudem gab es im Mittelalter auch Bergbauregionen, wie beispielsweise Tirol, in denen die Berggerichte ein Verwaltungsbereich des jeweiligen Bergreviers waren. In der ersten Hälfte des 19. Jahrhunderts kam es zu einer rechtlichen und funktionalen Trennung zwischen der Bergverwaltung und der Berggerichtsbarkeit. Im Laufe der folgenden Jahre wurde die Funktion des Berggerichts dem Ressort der gewöhnlichen Gerichte zugeteilt. In arbeitsrechtlichen Fragen waren die Berggerichte in Preußen noch bis ins Jahr 1926 als erste Instanz tätig. Für die arbeitsrechtlichen Streitigkeiten wurden besondere staatliche Berggewerbegerichte errichtet.

## Zusammensetzung des Gerichtes
Die Zusammensetzung des Berggerichts, aber auch dessen Aufgaben und Funktion, war je nach Land unterschiedlich geregelt. An der Spitze standen in der Regel der Bergrichter und in Schöffenfunktion die Berggeschworenen, außerdem der Berggerichtsschreiber. Die Funktion des Bergrichters übernahm entweder der Bergamtsverwalter, der Bergvogt oder der Bergmeister. Es gab aber auch Regionen, in denen als Bergrichter ein vom Landesfürst ernannter Beamter tätig war. Die Berggeschworenen waren oftmals aus dem Bereich der Gewerken gewählte Personen. Die Anzahl der Berggeschworenen war nicht in jedem Bezirk gleich groß, in einigen Bezirken standen dem Bergrichter bis zu elf Berggeschworene als Helfer zur Seite. In einigen Bergbauregionen z. B. in Hessen kam zu diesen elf Schöffen noch der Schöffenmeister hinzu. Weitere Helfer des Berggerichtes waren in einigen Landesbezirken der Forstmeister, der Fronbote, der Fröner und der Silberwechsler. Der Fronbote war zuständig für die Vollstreckung der Gerichtsurteile und für sonstige Botendienste. Der Fröner und der Silberwechsler mussten die Abgaben (Fron und Wechsel), die an den Landesfürsten zu entrichten waren, akribisch überprüfen. Fachlich beraten in Vermessungsangelegenheiten wurde das Berggericht vom zuständigen Markscheider.

## Örtlichkeiten und Termine
Die Berggerichte waren in den Städten ansässig, in denen es Bergwerke gab oder in deren naher Umgebung Bergbau betrieben wurde. Der Wirkungsbereich der Berggerichte stimmte in der Regel mit den Bezirksgrenzen der Landgerichte überein, wobei es allerdings Ausnahmen gab. Kam der Bergbau in dem Bezirk des Berggerichtes zum Erliegen, oder gab es in einem anderen Bezirk einen ergiebigeren Bergbau, so wurde auch das Berggericht an diesen Ort verlegt. Die Verhandlungen des Berggerichts fanden in den ersten Jahren zunächst an öffentlichen Plätzen wie dem Marktplatz statt. Es kam auch vor, dass das Berggericht an anderen Plätzen wie dem Garten der ortsansässigen Mühle tagte. Später ging man dazu über, das das Berggericht im Gerichtsgebäude in den Räumen der ersten Instanz der Zivilgerichte, die sich nach Lage und Bedürfnis am besten dazu eigneten, tagte. Die Sitzungen des Berggerichts wurden zweimal im Jahr zu fest vorgegebenen Terminen durchgeführt und zusätzlich konnte das Berggericht zu einer außerordentlichen Sitzung tagen.

## Zuständigkeiten
Die Berggerichte waren für sämtliche das Bergrecht tangierende Angelegenheiten zuständig. In zivilrechtlicher Hinsicht galt die Jurisdiktionsgewalt des Berggerichts nur für das bewegliche Vermögen der Bergwerksverwandten. Zu ihren Verhandlungsinhalten gehörten bergbauliche Eigentumsrechte wie beispielsweise Auseinandersetzungen um Kuxe oder Ausbeuten, aber auch Verlagsrechte und -pflichten, sowie Schulden und Konkurse. Aber auch weitere streitige Bergsachen wurden vom Berggericht verhandelt. Dies waren beispielsweise Streitigkeiten aus Bergschäden, sowie Feld-, Gang- und Wasserstreitigkeiten. Zudem waren die Berggerichte zeitweise als erste Instanz für arbeitsrechtliche Streitigkeiten wie beispielsweise Kündigungsschutzklagen der auf den Bergwerken beschäftigten Bergleute zuständig. Auch für strafbare Handlungen der Bergwerksverwandten waren das jeweilige Berggericht zuständig. Hierzu gehörte z. B. betrügerischer Handel mit Erzen, eigenmächtiges Erzschmelzen und Diebstahl in bergbaulichen Zuständigkeitsbereich. Für schwerere Straftaten wie beispielsweise Totschlag war das Berggericht nicht zuständig.

## Standorte (Beispiele)
Die Standorte der jeweiligen Berggerichte und Zeiten, zu denen sie aktiv waren, waren recht unterschiedlich. In Österreich gab es z. B. Berggerichte in Schwaz, Hall, S-charl, Gossensaß, Sterzing, Klausen, Salzburg, Kitzbühel, Rattenberg, Zillertal und Lienz. Für den Bergbau der Stadt S-charl war seit dem Jahr 1492 bereits ein Berggericht zuständig. Das Berggericht von Sterzing und Gossensaß war ab 1540 tätig. Das Bergrevier Klausen ist eines der ältesten Bergreviere und war nachweislich seit dem ausgehenden 15. Jahrhundert Sitz eines Berggerichts. Zudem gab es ein Berggericht in Vordernberg. In St. Leonhard im Lavanttal gab es ebenfalls ein Berggericht. Desgleichen gab es auch ein Berggericht in der Bergstadt Leoben. Auch in der Marktgemeinde Schruns gab es ein eigenes Berggericht.
In Deutschland gab es z. B. Berggerichte in Annaberg-Buchholz, Freiberg (Sachsen), in der Grafschaft Sponheim und der Grafschaft Falkenstein. Des Weiteren gab es Berggerichte in Bardenberg, Eschweiler, Kall und Gressenich. Außerdem gab es seit dem 14. Jahrhundert in der Stadt Goslar ein Berggericht. Das Berggericht in Annaberg-Buchholz war ab dem Ende des 15. Jahrhunderts tätig. Im hessischen Amt Bilstein war seit dem 15. Jahrhundert ein Berggericht ansässig.
In Italien gab es in der Stadt Nals gegen Ende des 14. Jahrhunderts ein Berggericht, das im Jahr 1533 nach Terlan verlegt wurde.